# Маркова Вікторія Анатоліївна
Маркова Вікторія Анатоліївна (нар. 2 січня 1969, смт Куп'янськ-Вузловий, Харківська обл.) — українська науковиця у галузі соціальних комунікацій та книгознавства, доктор наук із соціальних комунікацій (2011), професор (2015), професор кафедри культурології та медіакомунікацій Харківської державної академії культури.

## Біографія
Маркова Вікторія Анатоліївна народилася 2 січня 1969 року в смт Куп'янськ-Вузловий Харківської області. У 1992 році з відзнакою закінчила Харківський державний інститут культури. Продовжила навчання в аспірантурі ХДІК (1994—1998). Водночас працювала у Харківській державній науковій бібліотеці імені В. Г. Короленка на посадах бібліотекаря, завідувача сектора. З 1998 року працює у Харківській державній академії культури. Обіймала посади викладача, старшого викладача, доцента, завідувача кафедри бібліографознавства та інформаційно-бібліографічної діяльності, нині завідувач кафедри журналістики. Навчалася в докторантурі Харківської державної академії культури (2007—2010). У 2011 році захистила докторську дисертацію «Книжкова комунікація: теорія, історія та перспективи розвитку» (наук. консультант — професор Н. М. Кушнаренко). Наукові інтереси пов'язані з проблемами історії книги як комунікативного і соціокультурного явища і явища культури, теорією та історією книгознавства, еволюцією соціальних комунікацій.
Викладає навчальні дисципліни: «Книгознавство. Історія книги». «Історія української книги», «Сучасні проблеми книгознавства», «Світові електронні ресурси», Історія реклами та зв'язків з громадськістю, Теорія та історія соціальних комунікацій, Теорія масової комунікації та комунікаційні технології, Основи наукового дослідження та аналіз ефективності масових комунікацій, Медіа-аналіз та методологія дослідження медіа, Соціальна та культурна журналістика (практикум), Практикум з медіаграмотності. Здійснює керівництво бакалаврськими та магістерськими роботами. Під керівництвом В. А. Маркової підготовлено одну кандидатську дисертацію із соціальних комунікацій.
Науковиця є членом редакційних колегій фахових видань «Бібліотекознавство. Документознавство. Інформологія», «Вісник Книжкової палати», входила до складу редколегії збірника наукових праць «Вісник Харківської державної академії культури. Серія: Соціальні комунікації».

## Основні праці
Автор понад 100 наукових, навчально-методичних праць, монографій.
- Маркова В. Книга в соціально-комунікативному просторі : минуле, сучасне, майбутнє : монографія / В. Маркова. — Харків : ХДАК, 2010. — 252 с.
- Маркова В. А. Дослідження книжкової комунікації : семіотичний підхід / В. А. Маркова // Вісник Харківської державної академії культури : зб. наук. пр. / Харків. держ. акад. культури ; [редкол.: В. М. Шейко (відп. ред.) та ін.] ; за заг. ред. В. М. Шейка. — Харків, 2013. — Вип. 41. — С. 187—196.
- Маркова В. А. Теоретичний доробок Н. Лумана як методологічне підґрунтя медіадосліджень / В. А. Маркова // Вісник Харківського національного університету імені В. Н. Каразіна. Серія «Соціальні комунікації». — 2017. — Вип. 12. — С. 14–18.
- Маркова В. А. Мас-медіа в теорії комунікації Н. Лумана / В. А. Маркова, О. М. Суховій // Вісник Книжкової палати. — 2018. — № 3. — С. 24–27.
- Маркова В. Медіаосвіта в системі соціальних комунікацій : теоретичний аспект / В. Маркова // Вісник Книжкової палати. — 2019. — No 10. — С. 16–20.
- Маркова В. А. Експерти в медіа : від технологій до екології / В. Маркова // Вісник Харківського національного університету ім. В. Н. Каразіна. Серія: Соціальні комунікації. — Харків, 2020. — No 17. — С. 60–64
- Markova V. Storytelling as a Communication Tool in Journalism: Main Stages of Development / Markova V., O. Sukhoviy // Journal of History Culture and Art Research. — 2020. — Vol. 9, No 2. — P. 355—366.
- Markova V. A. Book communications: Methodology of interdisciplinary research / V. A. Markova // Scientific and Technical Libraries. 2021. — Iss. 3. — P. 95–112.
- Маркова В. Сторітелінг як ефективний засіб висвітлення боротьби за права людини в медіа / В. Маркова // Права людини та масмедіа в Україні. Ч. 3 : зб. конспектів лекцій / Акад. з прав людини для викладачів та викладачок журналістики, Київ. нац. ун-т ім. Т. Шевченка, Ін-т журналістики ; [за заг. ред.: Виртосу І., Шендеровський К. ]. — Київ : Ін-т журналістики КНУ ім. Т. Шевченка, 2021. — С. 37–43.
- Маркова В. Генеалогічний підхід до вивчення феномену читання / В. Маркова, О. Суховій // Вісник Книжкової палати. — 2023. — № 1. — С. 11–15.